# Населення Чернігівської області
Населення Чернігівської області на 1 грудня 2019 року становило 912,6 тис., а у вересні 2019 року — 997,6 тис..[уточнити][неякісне джерело]
Хоча ще у травні 2019 року було більше мільйона осіб, а на 1 вересня 2013 року становило 1072,5 тис. осіб. Міське населення становило 684,0 тис. (63,8 %), сільське 388,5 тис. (36,2 %)

## Густота населення
Середня густота населення становить 33,7 особи на км²

## Динаміка населення
Динаміка чисельності населення Чернігівської області, тисяч осіб:
Динаміка чисельності населення районів та міст обласного підпорядкування:
|                           | 1970    | 1979    | 1989    | 2001    | 2012    |
| ------------------------- | ------- | ------- | ------- | ------- | ------- |
| м. Ніжин                  | 56 320  | 69 533  | 80 553  | 76 625  | 73 597  |
| м. Прилуки                | 57 474  | 65 303  | 71 954  | 64 861  | 58 852  |
| м. Чернігів               | 159 071 | 238 141 | 296 347 | 304 994 | 296 723 |
| Бахмацький район          | 83 897  | 76 662  | 67 980  | 56 507  | 47 392  |
| Бобровицький район        | 75 896  | 61 455  | 50 863  | 41 184  | 34 942  |
| Борзнянський район        | 73 575  | 64 505  | 53 727  | 43 698  | 34 507  |
| Варвинський район         | 24 824  | 23 134  | 21 652  | 20 005  | 17 122  |
| Городнянський район       | 56 361  | 49 578  | 44 422  | 36 306  | 30 234  |
| Ічнянський район          | 71 208  | 60 410  | 49 662  | 41 134  | 33 944  |
| Козелецький район         | 102 099 | 90 157  | 76 646  | 61 652  | 49 571  |
| Коропський район          | 55 052  | 46 070  | 38 943  | 32 122  | 25 374  |
| Корюківський район        | 44 883  | 41 278  | 38 342  | 33 676  | 28 458  |
| Куликівський район        | 36 544  | 31 994  | 27 541  | 22 544  | 18 480  |
| Менський район            | 63 221  | 58 807  | 52 888  | 45 592  | 38 742  |
| Ніжинський район          | 66 877  | 57 036  | 45 581  | 36 506  | 29 595  |
| Новгород-Сіверський район | 59 455  | 50 956  | 42 735  | 36 091  | 28 837  |
| Носівський район          | 54 631  | 52 289  | 44 752  | 37 553  | 31 144  |
| Прилуцький район          | 78 435  | 67 363  | 55 284  | 45 042  | 37 683  |
| Ріпкинський район         | 65 499  | 57 280  | 47 301  | 37 614  | 29 852  |
| Семенівський район        | 40 456  | 34 216  | 28 399  | 23 505  | 18 974  |
| Сновський район           | 47 622  | 42 351  | 37 577  | 30 572  | 25 208  |
| Сосницький район          | 37 768  | 33 862  | 29 265  | 24 878  | 20 265  |
| Срібнянський район        | 24 452  | 20 789  | 17 844  | 14 577  | 12 054  |
| Талалаївський район       | 27 305  | 23 830  | 19 882  | 16 726  | 13 981  |
| Чернігівський район       | 96 949  | 84 901  | 75 767  | 61 296  | 52 978  |

## Народжуваність
Частково із 1967 року (у деяких містах і районах) і майже у всіх районах і містах із 1970-х років населення (і народжуваність) області стабільно зменшується. Пік зменшення прийшовся приблизно на 1998—2002 роки. У 2010—2012 темпи скорочення населення дещо сповільнилися, але знову зросли у 2017. Так, у 2017 році народилося 7573 дитини. Це на 11 % менше, ніж у попередньому році. Причому народжуванність у містах у 2 рази вища, ніж у селах. Також у селах більше, ніж у містах діти народжуються у неповних сім'ях. Найменша питома народжуванність — 5,1 народжених у розрахунку на 1000 наявного населення в Коропському районі, найбільша до 8,4 — у Бобровицькому, Носівському та Чернігівському районах. Середній вік породіль становив 28 років, а мам, які народили первістка — 26 років.

## Природний рух
Показники народжуваності, смертності та природного приросту населення у 1950—2020 роках.
| коефіцієнт (на 1000 осіб) | 1950 | 1960 | 1970 | 1990 | 2000  | 2010  | 2020 |
| ------------------------- | ---- | ---- | ---- | ---- | ----- | ----- | ---- |
| народжуваності            | 22,0 | 18,3 | 12,7 | 10,8 | 6,9   | 9,1   | 7,8  |
| смертності                | 9,4  | 7,5  | 10,7 | 14,8 | 19,8  | 19,6  | 15,9 |
| природного приросту       | 12,6 | 10,8 | 2,0  | -4,0 | -12,9 | -10,5 | -8,1 |

| Природний рух населення Чернігівської області у 1950—2021 році | |
| --- | --- |
| На цьому місці має відображатися графік чи діаграма, однак з технічних причин його відображення наразі вимкнено. Будь ласка, не видаляйте код, який викликає це повідомлення. Розробники вже працюють для того, щоби відновити штатне функціонування цього графіка або діаграми. | |
| Народжень Смертей | |
| | На цьому місці має відображатися графік чи діаграма, однак з технічних причин його відображення наразі вимкнено. Будь ласка, не видаляйте код, який викликає це повідомлення. Розробники вже працюють для того, щоби відновити штатне функціонування цього графіка або діаграми. |

## Міграційний рух
За 2012 рік:

У межах України: 

Число прибулих: 16278 (15,0 на 1000 осіб)

Число вибулих: 17599 (16,2 на 1000 осіб)

Приріст: −1321 (-1,2 на 1000 осіб)
Зовнішня міграція: 

Число прибулих: 819 (0,8 на 1000 осіб)

Число вибулих: 219 (0,2 на 1000 осіб)

Приріст: +600 (0,6 на 1000 осіб)

## Національний склад
Історична динаміка національного складу області за даними переписів населення, %
|          | 1939 | 1959 | 1970 | 1989 | 2001 |
| -------- | ---- | ---- | ---- | ---- | ---- |
| українці | 92,1 | 94,5 | 93,8 | 91,5 | 93,5 |
| росіяни  | 4,5  | 3,9  | 4,7  | 6,8  | 5,0  |
| інші     | 3,4  | 1,6  | 1,5  | 1,7  | 1,5  |

Національний склад населення Чернігівської області станом на 2001 рік
| №  | Національність | Кількість осіб | Відсоток до загальної кількості |
| -- | -------------- | -------------- | ------------------------------- |
| 1  | Українці       | 1 155 354      | 93,47 %                         |
| 2  | Росіяни        | 62 207         | 5,03 %                          |
| 3  | Білоруси       | 7 122          | 0,58 %                          |
| 4  | Євреї          | 1 531          | 0,12 %                          |
| 5  | Вірмени        | 934            | 0,08 %                          |
| 6  | Цигани         | 756            | 0,06 %                          |
| 7  | Молдовани      | 700            | 0,06 %                          |
| 8  | Поляки         | 528            | 0,04 %                          |
| 9  | Татари         | 461            | 0,04 %                          |
| 10 | Азербайджанці  | 403            | 0,03 %                          |
| 11 | Інші           | 6 069          | 0,49 %                          |
|    | Разом          | 1 236 065      | 100 %                           |

## Мовний склад
Рідна мова населення області за результатами переписів, %
|            | 1959 | 1970 | 1989 | 2001 |
| ---------- | ---- | ---- | ---- | ---- |
| українська | 88,1 | 88,8 | 85,7 | 89,1 |
| російська  | 11,1 | 10,6 | 13,6 | 10,3 |
| інша       | 0,8  | 0,6  | 0,7  | 0,4  |

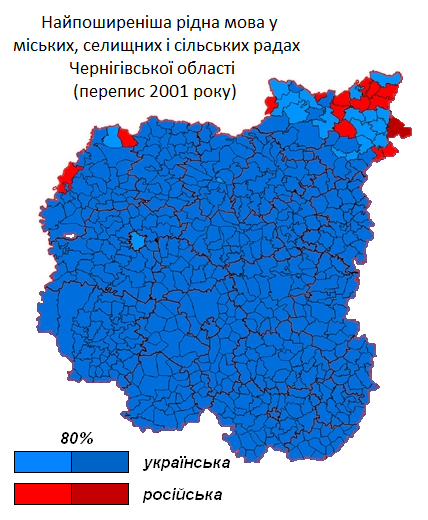
За даними перепису населення України 2001 року, українська мова була рідною для більш як 89 % населення Чернігівської області: вона була панівною в усіх міських радах, а також в абсолютній більшості селищних і сільських рад області. Російська мова була найпоширенішою в п'ятнадцяти селищних і сільських радах на крайній півночі регіону, водночас у чотирнадцяти з них понад 20 % населення вказали українську мову рідною.

Рідна мова населення Чернігівської області за переписом 2001 року
|                           | українська | російська | білоруська |
| ------------------------- | ---------- | --------- | ---------- |
| ЧЕРНІГІВСЬКА ОБЛАСТЬ      | 89,1       | 10,3      | 0,2        |
| м. ЧЕРНІГІВ               | 74,0       | 24,5      | 0,3        |
| м. НІЖИН                  | 89,5       | 8,9       | 0,1        |
| м. ПРИЛУКИ                | 92,9       | 6,8       | 0,1        |
| БАХМАЦЬКИЙ РАЙОН          | 97,1       | 2,5       | 0,1        |
| БОБРОВИЦЬКИЙ РАЙОН        | 97,9       | 1,8       | 0,1        |
| БОРЗНЯНСЬКИЙ РАЙОН        | 98,4       | 1,4       | 0,1        |
| ВАРВИНСЬКИЙ РАЙОН         | 97,0       | 2,7       | 0,2        |
| ГОРОДНЯНСЬКИЙ РАЙОН       | 92,5       | 7,0       | 0,5        |
| ІЧНЯНСЬКИЙ РАЙОН          | 97,8       | 2,0       | 0,1        |
| КОЗЕЛЕЦЬКИЙ РАЙОН         | 95,8       | 3,8       | 0,1        |
| КОРОПСЬКИЙ РАЙОН          | 97,8       | 2,0       | 0,1        |
| КОРЮКІВСЬКИЙ РАЙОН        | 96,9       | 2,8       | 0,1        |
| КУЛИКІВСЬКИЙ РАЙОН        | 98,0       | 1,7       | 0,2        |
| МЕНСЬКИЙ РАЙОН            | 97,5       | 2,1       | 0,2        |
| НІЖИНСЬКИЙ РАЙОН          | 98,5       | 1,3       | 0,1        |
| НОВГОРОД-СІВЕРСЬКИЙ РАЙОН | 63,9       | 35,9      | 0,1        |
| НОСІВСЬКИЙ РАЙОН          | 97,9       | 1,7       | 0,1        |
| ПРИЛУЦЬКИЙ РАЙОН          | 97,2       | 2,4       | 0,1        |
| РІПКИНСЬКИЙ РАЙОН         | 87,6       | 11,4      | 0,8        |
| СЕМЕНІВСЬКИЙ РАЙОН        | 80,4       | 19,4      | 0,1        |
| СНОВСЬКИЙ РАЙОН           | 89,4       | 10,3      | 0,2        |
| СОСНИЦЬКИЙ РАЙОН          | 98,4       | 1,4       | 0,1        |
| СРІБНЯНСЬКИЙ РАЙОН        | 98,3       | 1,5       | 0,1        |
| ТАЛАЛАЇВСЬКИЙ РАЙОН       | 98,0       | 1,9       | 0,1        |
| ЧЕРНІГІВСЬКИЙ РАЙОН       | 95,4       | 4,0       | 0,3        |

### Вільне володіння мовами
За даними Всеукраїнського перепису населення 2001 року, 97,18 % мешканців Чернігівської області вказали вільне володіння українською мовою, а 62,54 % — російською мовою. 98,37 % мешканців Чернігівської області вказали вільне володіння мовою своєї національності.
Вільне володіння мовами найбільш чисельних національностей Чернігівської області за даними перепису населення 2001 р.
|           | своєї національності | українська | російська |
| --------- | -------------------- | ---------- | --------- |
| Українці  | 98,90 %              |            | 60,46 %   |
| Росіяни   | 97,97 %              | 69,43 %    |           |
| Білоруси  | 44,97 %              | 70,32 %    | 81,52 %   |
| Євреї     | 4,77 %               | 84,98 %    | 92,03 %   |
| Вірмени   | 70,02 %              | 65,42 %    | 81,48 %   |
| Цигани    | 74,07 %              | 78,57 %    | 49,07 %   |
| Молдовани | 58,86 %              | 81,14 %    | 66,43 %   |

## Місце народження
За переписом 2001 року 93,6 % населення Чернігівської області народилися на території України (УРСР), 6,1 % населення — на території інших держав (зокрема 4,2 % — на території Росії), 0,3 % населення не вказали місце народження. 85,2 % населення народилися на території Чернігівської області, 8,4 % — у інших регіонах України.
Питома вага уродженців різних регіонів України у населенні Чернігівської області за переписом 2001 року:
| уродженців області | кількість | частка у населенні |
| Чернігівської      | 1053321   | 85,2               |
| Сумської           | 12235     | 1,0                |
| Київської          | 11721     | 0,9                |
| Полтавської        | 7091      | 0,6                |
| Житомирської       | 6574      | 0,5                |
| Донецької          | 6158      | 0,5                |
| м. Києва           | 5411      | 0,4                |
| Вінницької         | 5227      | 0,4                |
| Луганської         | 4723      | 0,4                |
| Харківської        | 4505      | 0,4                |
| Черкаської         | 4480      | 0,4                |
| Дніпропетровської  | 4250      | 0,3                |
| Хмельницької       | 3721      | 0,3                |
| Закарпатської      | 3253      | 0,3                |
| АР Крим            | 2902      | 0,2                |
| Львівської         | 2786      | 0,2                |
| Рівненської        | 2623      | 0,2                |
| Кіровоградської    | 2417      | 0,2                |
| Одеської           | 2330      | 0,2                |
| Запорізької        | 1973      | 0,2                |
| Волинської         | 1842      | 0,1                |
| Херсонської        | 1833      | 0,1                |
| Івано-Франківської | 1678      | 0,1                |
| Миколаївської      | 1629      | 0,1                |
| Тернопільської     | 1529      | 0,1                |
| Чернівецької       | 766       | 0,1                |
| Севастополя        | 208       | 0,0                |

## Зайнятість населення
Сфери зайнятості населення області за переписом 2001 року
| сфера діяльності                                                                 | кількість зайнятих | частка  |
| -------------------------------------------------------------------------------- | ------------------ | ------- |
| Сільське господарство, мисливство та лісове господарство                         | 118 898            | 27,6 %  |
| Обробна промисловість                                                            | 68 329             | 15,9 %  |
| Оптова та роздрібна торгівля; торгівля транспортними засобами; послуги з ремонту | 42 405             | 9,9 %   |
| Охорона здоров'я та соціальна допомога                                           | 38 161             | 8,9 %   |
| Освіта                                                                           | 37 372             | 8,7 %   |
| Державне управління                                                              | 33 114             | 7,7 %   |
| Транспорт і зв'язок                                                              | 26 268             | 6,1 %   |
| Будівництво                                                                      | 17 379             | 4,0 %   |
| Виробництво електроенергії, газу та води                                         | 12 081             | 2,8 %   |
| Колективні, громадські та особисті послуги                                       | 11 848             | 2,8 %   |
| Операції з нерухомістю, здавання під найм та послуги юридичним особам            | 9 284              | 2,2 %   |
| Готелі та ресторани                                                              | 7 156              | 1,7 %   |
| Фінансова діяльність                                                             | 4 222              | 1,0 %   |
| Добувна промисловість                                                            | 2 296              | 0,5 %   |
| Неточно вказали або не вказали вид діяльності                                    | 1 147              | 0,3 %   |
| Рибне господарство                                                               | 322                | 0,1 %   |
| Послуги домашньої прислуги                                                       | 213                | 0,0 %   |
| Всього зайнятих економічною діяльністю                                           | 430 495            | 100,0 % |